# Myosurus
Myosurus és un gènere de plantes amb flors de la família ranunculàcia.
Consta d'unes 15 espècies de plantes anuals herbàcies. Tenen una distribució subcosmopolita (manquen a l'est d'Àsia i a les regions tropicals) el centre de diversitat es troba a l'oest d'Amèrica del Nord.

## Espècies autòctones dels Països Catalans[1]
- Myosurus minimus - miosur

Altres espècies:
- Myosurus apetalus -
- Myosurus cupulatus - Arizona
- Myosurus nitidus -
- Myosurus sessilis -